# Ришат
Ришат (араб. قلب الريشات‎ Кальб-эр-Ришат) — геологическое образование диаметром 50 км, расположенное в мавританской части пустыни Сахара рядом с поселением Уадан, внутри синеклизы Таудени.
В структуре Ришат найдена интрузия долерита. Зелёному цвету на фотографии со спутника соответствует чахлая растительность, появившаяся южнее и восточнее центра образования. Довольно долгое время структура Ришат служила ориентиром для космонавтов на орбите, так как представляла собой хорошо видимый объект на обширном пространстве ничем не примечательной пустыни. Наблюдалась, в частности, Валентином Лебедевым на борту станции «Салют-7» 24 октября 1982 года, который сравнил её с детской пирамидкой из разноцветных колец:44.
Объект получил известность после его обнаружения на снимках с борта «Джемини-4» в 1965 году, хотя некоторым французским исследователям он был известен и до этого.
На территории Ришата обнаружено заметное количество артефактов ашельской культуры, свидетельствующих о ранней человеческой деятельности.

## Происхождение
Считается, что Ришат образовался в период между поздним протерозоем и ордовиком (самому древнему кольцу — 500—600 миллионов лет). Ранее предполагали, что кольцевая структура является ударным кратером, однако эта гипотеза не согласуется с плоской формой дна и полным отсутствием горных пород со следами ударного воздействия. Образование структуры в результате вулканического извержения также представляется крайне маловероятным из-за отсутствия купола из изверженных или вулканических пород.
Современные учёные полагают, что осадочные породы структуры Ришат являются результатом действия эрозии при поднятии участка земной коры.

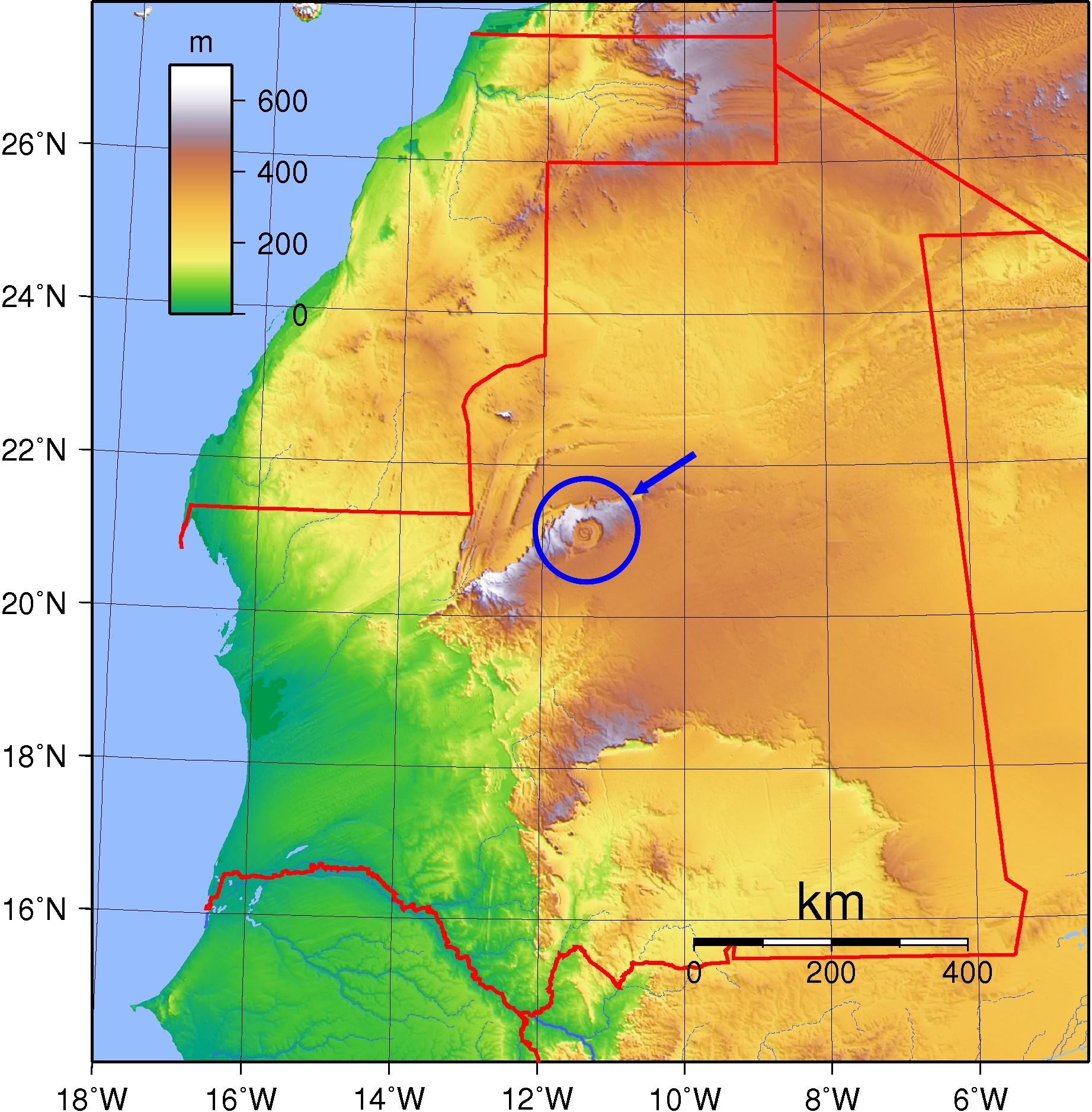
Структура Ришат на карте Мавритании
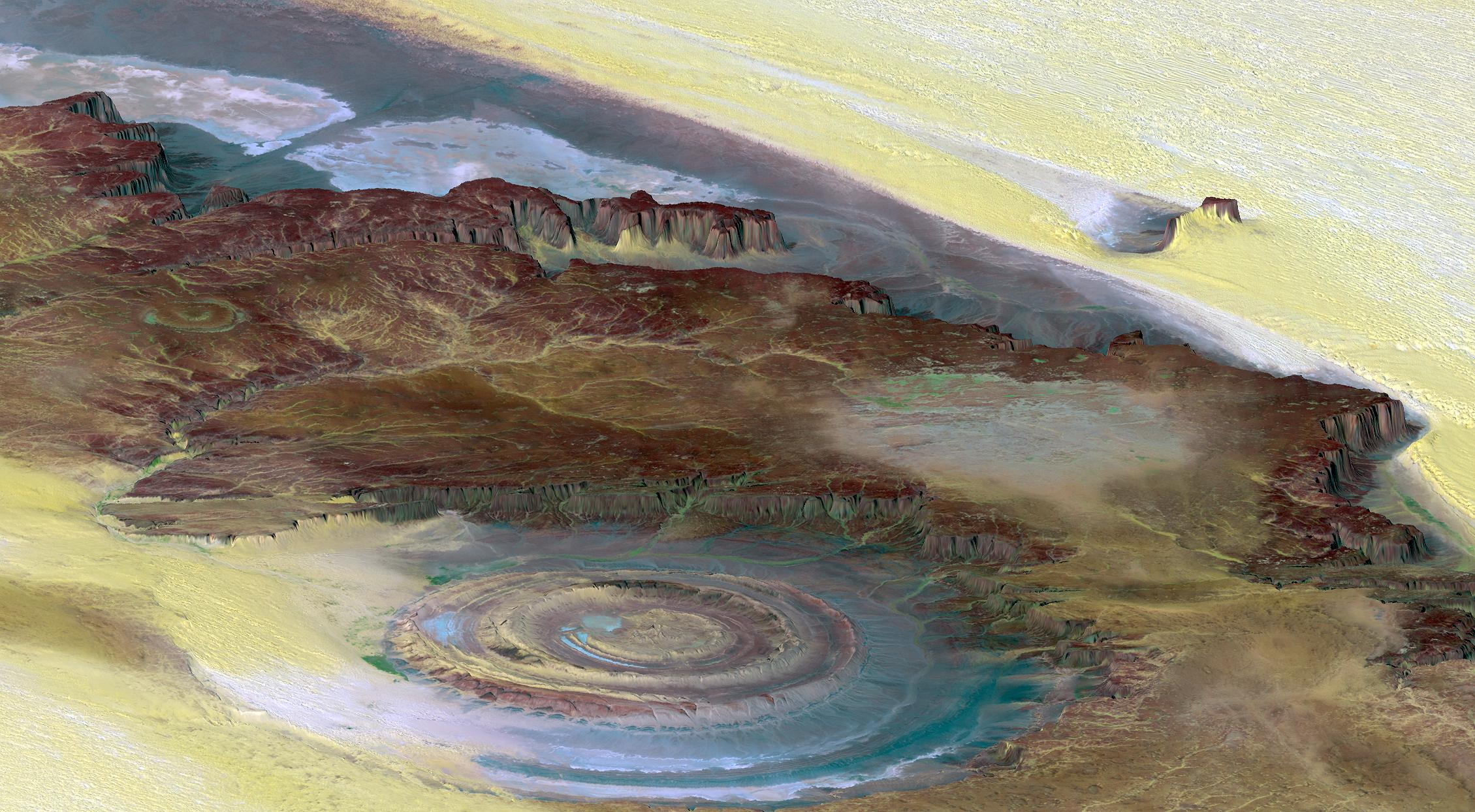
Топографическая реконструкция (в масштабе 6:1 по вертикальной оси) со спутниковых фотографий. Цвета обозначают: коричневый — коренная порода, жёлтый/белый — песок, зелёный — растительность, голубой — осадочные породы